# Farfisa

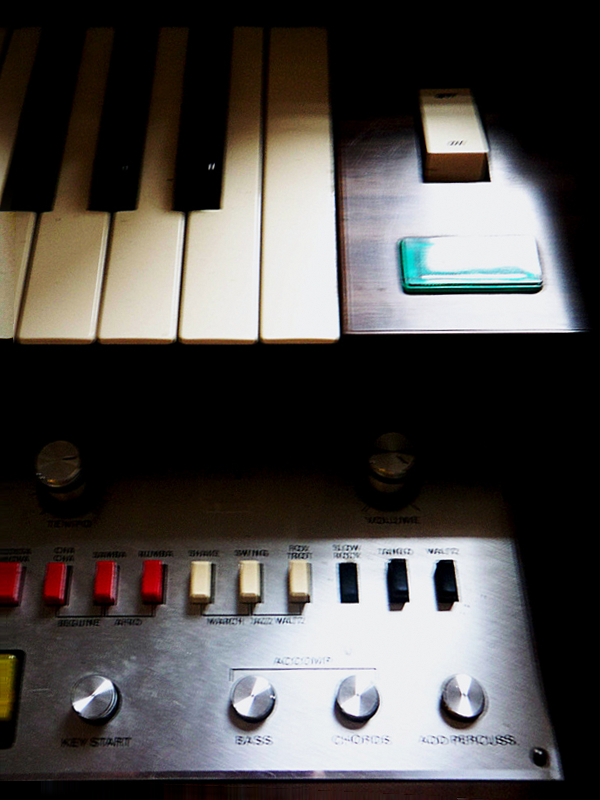
Parte de un órgano Farfisa hecho en Italia.

Farfisa (Fabbriche Riunite di Fisarmoniche) es un fabricante de equipos electrónicos con base en Osimo, Italia, fundada en 1946. La marca Farfisa se asocia fundamentalmente a las series de órganos electrónicos que se fabricaron en los años 1960 y '70, y que fueron utilizados por varios músicos populares como Sam the Sham, Country Joe and the Fish, Pink Floyd, Sly Stone, Blondie, y los B-52s.
La compañía se formó después de que tres fabricantes italianos de acordeones se combinaran para formar una sola empresa. Comenzaron a producir instrumentos electrónicos a finales de la década de 1950, y los órganos combo fueron introducidos en respuesta a instrumentos similares como el Vox Continental. La mano de obra relativamente económica en Italia permitió a Farfisa vender sus productos más baratos que la competencia, lo que llevó a su éxito comercial.
Los órganos Farfisa rápidamente se popularizaron entre los grupos de rock en la década de 1960 por su facilidad de transporte, precio asequible y su sonido característico. Los modelos populares incluyeron la serie Compact introducida en 1964, el Professional en 1967, el FAST en 1968 y el VIP en 1970. El éxito de los órganos Farfisa disminuyó con el aumento de la popularidad del órgano Hammond en los grupos de rock durante la década de 1970, y en respuesta la compañía produjo modelos que podían emular un Hammond, e introdujo pianos electrónicos y sintetizadores multitímbricos. 
En la época álgida de su producción, Farfisa explotaba 3 fábricas en Ancona. Farfisa también fabricaba radios, televisores y otros artículos electrónicos. La marca vio un breve resurgimiento a finales de la década de 1970 como parte del movimiento new wave, y los últimos modelos se produjeron a principios de la década de 1980. 
Desde 1993, la división de porteros es una empresa independiente con razón social ACI Farfisa SRL, que mantiene la marca Farfisa sobre los aparatos y sistemas de videoporteros, control de acceso, telefonía y CCTV de su producción y comercializa sus gamas en Italia y en el mundo.

## Historia

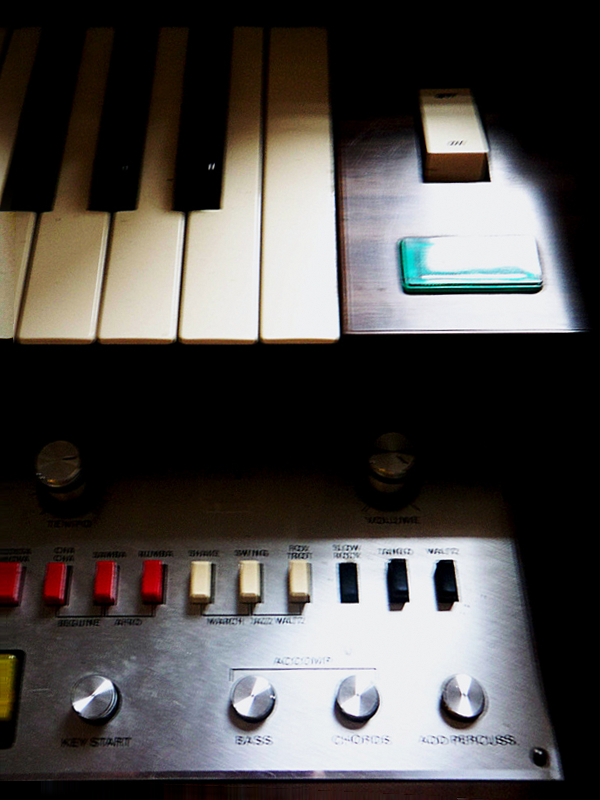
Farfisa hecho en Ancona, Italia

El trasfondo de Farfisa fue la popularidad del acordeón en la Italia de principios del siglo XX. Silvio Scandalli comenzó a fabricar estos instrumentos a mano, viajando diariamente a Castelfidardo, en la provincia de Ancona. Esperaba trabajar para Paolo Soprani, quien estableció la primera fábrica de acordeones del país. Fundó Scandalli Brothers, que creció hasta emplear de 400 a 700 personas en sus fábricas de acordeones. Farfisa se estableció en 1946 tras la fusión de Settimo Soprani, Scandalli y Frontalini, cuyas empresas habían sufrido durante la Segunda Guerra Mundial. La compañía fue oficialmente nombrada Fabbriche Riunite Fisarmoniche Italiane S.p.A (Fábricas Unidas de Acordeones Italianos), y la producción continuó en Castelfidardo. Rápidamente se convirtió en el mayor proveedor mundial de acordeones, fabricando hasta 180 instrumentos al día con más de 1,600 empleados. El Museo Internacional del Acordeón ahora ocupa el sitio de la fábrica original.
Durante la década de 1950, Farfisa comenzó a diversificar su gama de instrumentos después de que las ventas de acordeones comenzaran a declinar, incluyendo radios, televisores e instrumentos musicales. El Microrgan, un armonio portátil, fue lanzado en 1958; usaba un ventilador eléctrico para soplar aire a través de las lengüetas. Dos años después, la compañía desarrolló el acordeón Cordovox con Lowrey, que combinaba lengüetas de acordeón con sonidos generados electrónicamente.
Tras la introducción del órgano combo Vox Continental en 1962, Farfisa decidió construir rápidamente un instrumento competidor utilizando la experiencia técnica que habían ganado trabajando con Lowrey. El primer modelo, el Combo Compact, fue introducido en 1964. La producción se trasladó a una fábrica en Aspio Terme. La mano de obra relativamente barata en Italia, en comparación con el Reino Unido y EE. UU., permitió a Farfisa producir una mayor cantidad de órganos combo a un costo más bajo, y, en consecuencia, fueron adoptados por muchos grupos aficionados y semi-profesionales. Por ejemplo, el precio de lista de un Farfisa Mini Compact en 1966 era de $495, en comparación con los $995 del Vox Continental un año antes. La distribución en los EE. UU. fue manejada por la compañía Chicago Musical Instruments, que también poseía Gibson, y los instrumentos fueron originalmente conocidos como órganos CMI cuando se introdujeron allí. Este diseño fue copiado para órganos combo posteriores como el Gibson G-101.
La línea de órganos FAST (Farfisa All-Silicon Transistorized) se lanzó en la convención NAMM de 1968. Estos superaron los transistores de germanio anteriores utilizados en los modelos Compact, y fueron estilizados como el Vox Continental, incluyendo soportes cromados. La serie Professional apareció alrededor de la misma época, que incluía más funciones que los modelos anteriores. Los modelos VIP se introdujeron en 1970, e incluían un pedal de pitch bend operado con el pie. En el apogeo de su producción, Farfisa operaba tres fábricas para producir instrumentos en Camerano, en la región de Marcas de Italia.
A finales de la década de 1960, los grupos importantes habían pasado de los órganos combo y comenzaron a preferir el sonido de un órgano Hammond con un altavoz Leslie sobreamplificado, que eran utilizados por grupos contemporáneos como Yes, Emerson, Lake & Palmer, Deep Purple y Uriah Heep. En respuesta, Farfisa anunció que sus últimos órganos en ese momento podían emular un Hammond y tenían un conjunto completo de barras de tracción. El conglomerado estadounidense Lear Siegler se convirtió en un importante interés controlador en 1968. La producción de órganos combo comenzó a ser eliminada a finales de la década de 1970 después de que los sintetizadores se volvieran más comunes, con la última unidad producida en 1982. La compañía enfrentó una mayor competencia de empresas japonesas, y tuvo dificultades para manejar la salida de la familia Scandalli de la compañía. Sin embargo, Farfisa ha sobrevivido en el siglo XXI, y la marca produce principalmente sistemas de intercomunicación con la empresa ACI Farfisa, que fabrica y distribuye sistemas de videoporteros, controles de acceso, videovigilancia y automatización del hogar. El grupo Bontempi posee los derechos de los teclados Farfisa.

## Modelos

### Serie Compact (1964-1968)

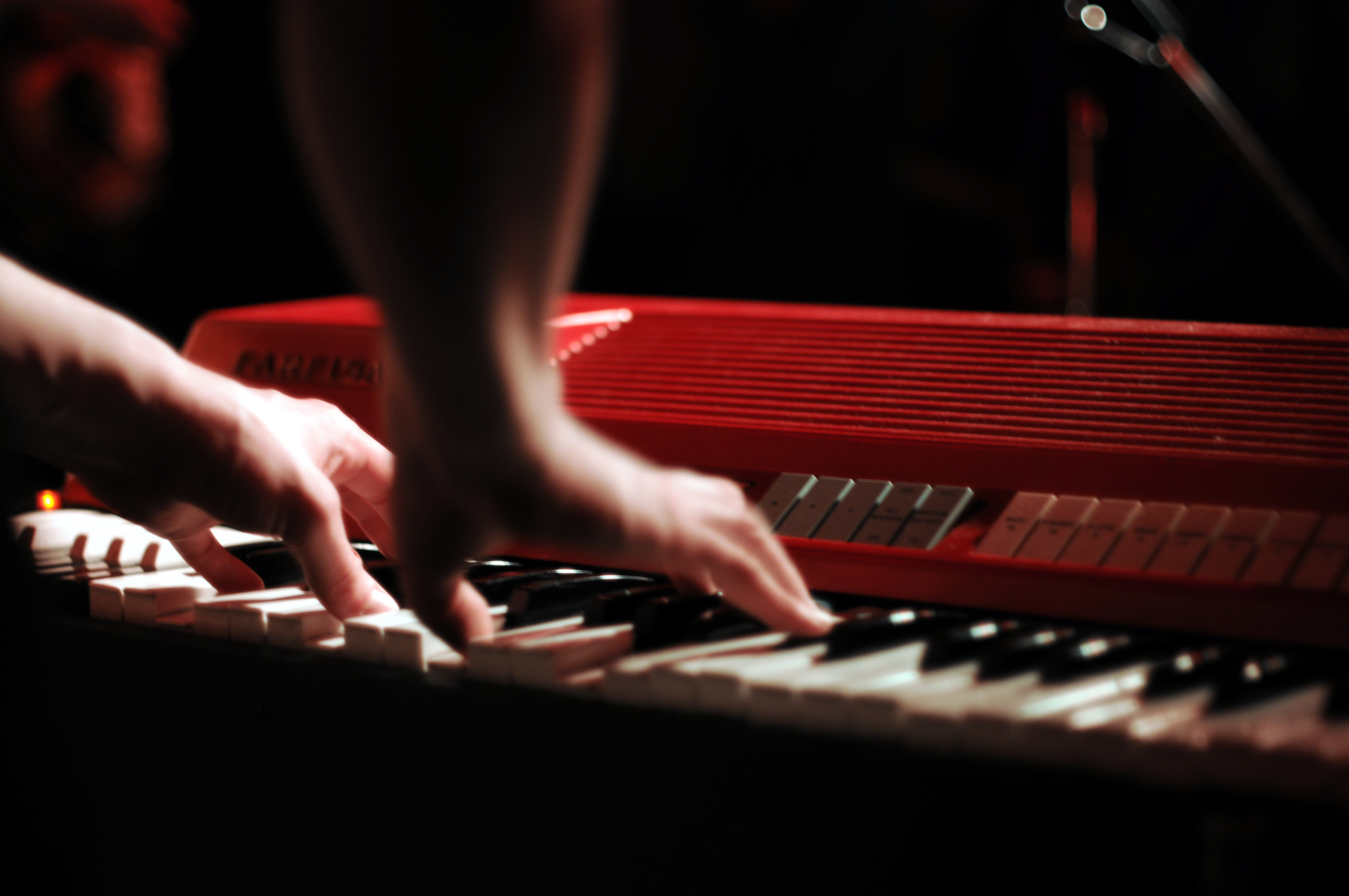
Farfisa Combo Compact

La serie Compact contiene cuatro modelos: Combo Compact, Mini Compact, Compact Deluxe y Compact Duo. Tienen 12 placas generadoras de tonos; una para cada nota de la escala, y usan un divisor de frecuencias para generar las notas restantes. A diferencia de los órganos posteriores, la serie Compact no está totalmente transistorizada e incluye circuitería de válvulas de alta tensión para la unidad de reverberación. En la mayoría de los modelos de un solo manual, los controles de tono y el volumen de la sección de bajos se encuentran en un panel indentado en la parte trasera del instrumento. Debajo de los teclados, hay una palanca a la altura de la rodilla que se puede activar para aumentar el tono, que se enciende con palancas en la consola del órgano. La serie presenta un pedal de swell impulsado por fotorresistor, en lugar del potenciómetro más común y posterior. Hay dos salidas plug hembra, la segunda de las cuales es opcional y se puede usar para enviar los bajos a través de un amplificador diferente. También hay una salida plug para auriculares, pero está diseñada para auriculares de 2000 ohmios, que ahora están obsoletos. Aunque se anuncia como un modelo "transistorizado", el tanque de reverberación de resorte es accionado por válvulas. Se puede agregar un pedal de bajos opcional de 13 notas a todos los modelos excepto al Mini-Compact. A diferencia de otros órganos combo como el Vox Continental, los órganos Compact de Farfisa tienen patas integradas, que se pueden plegar y almacenar dentro de su base.
El Combo Compact tiene un teclado de cinco octavas, una de las cuales es de bajos con colores inversos de teclas, 16' bajos y cuerdas, 8' flauta, oboe, trompeta y cuerdas, 4' flauta, piccolo y cuerdas, cuatro configuraciones de vibrato, tres opciones de reverberación y tres interruptores de volumen de bajos. Tiene un sistema de reverberación de resorte incorporado.

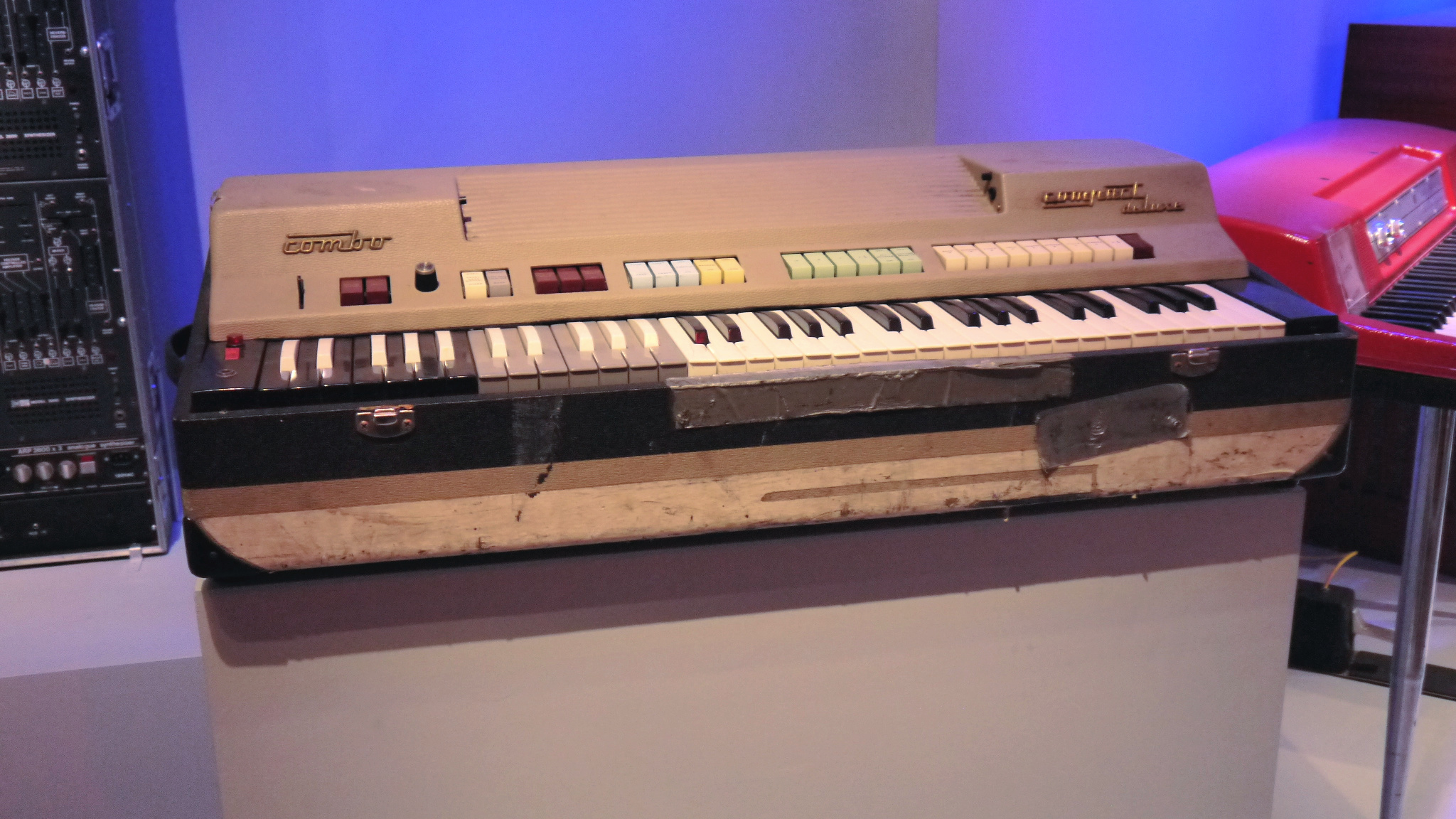
Farfisa Combo Compact Deluxe de Kate Pierson

El Mini Compact es el más pequeño de la serie Compact, y se introdujo en 1966. Tiene solo cuatro octavas, sin bajos en los primeros modelos. La versión posterior tiene un interruptor selector para elegir bajos o sonido agudo en la octava más baja; estos modelos tienen teclas naturales grises con teclas negras en la octava de bajos. Algunos de estos modelos extendidos de bajos tienen solo tres voces (sonidos), mientras que los modelos posteriores tenían seis voces. Tiene un generador de vibrato, y solo una opción de reverberación. Las salidas de auriculares solo están disponibles en los modelos con voces extendidas.
El Compact Deluxe tiene el mismo teclado de cinco octavas que el Combo Compact, pero agrega opciones de tono adicionales, incluyendo 4' reed, 2-2/3' mixture y 2' reed. Los bajos también tienen una opción de percusión.
El Compact Duo es el modelo de gama alta, con dos manuales de cuatro octavas. Cada teclado tiene un conjunto de botones de selección de tonos, junto con interruptores para cambiar los tonos al teclado inferior. La octava inferior del teclado inferior tiene teclas de colores inversos, que controlan los bajos.

### Serie Professional (1968-1975)

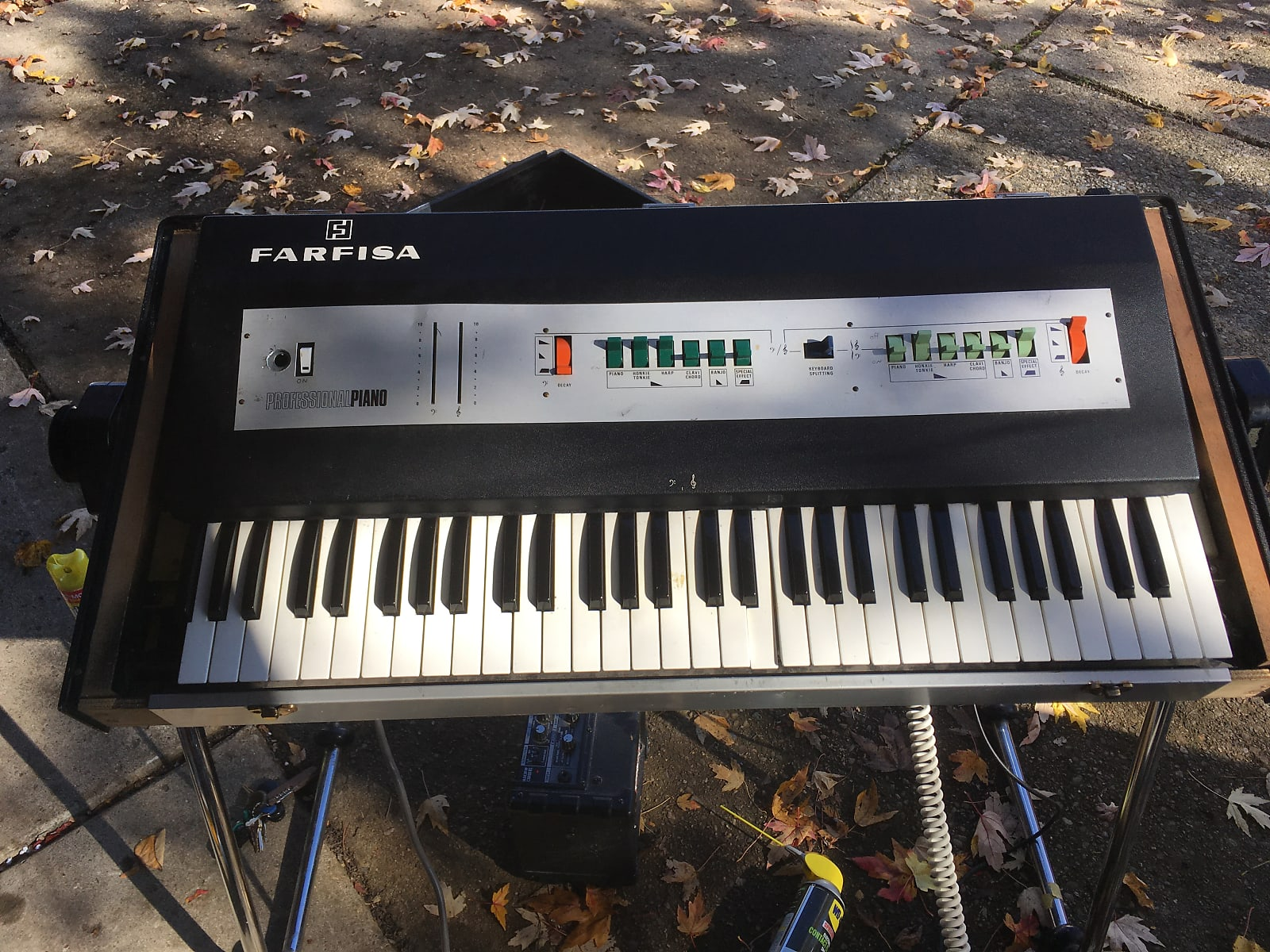
Farfisa Professional Piano

Los órganos de la serie Professional tienen solo un teclado, con diferentes variaciones de instrumentos. Los modelos P, P1, P3 y P4 tienen un pedal de bajos fijo, mientras que los modelos P-2 y P-3 tienen teclados de tamaño completo con siete octavas.
La serie tiene un sistema de reverberación de resorte y un conjunto de controles de volumen de tono individuales. Los modelos profesionales son todos transistorizados. Otros modelos en la gama incluían el P-6, con controles de tono adicionales, mientras que el P-10 tiene dos teclados de 61 notas.

### Serie FAST (1968–1971)

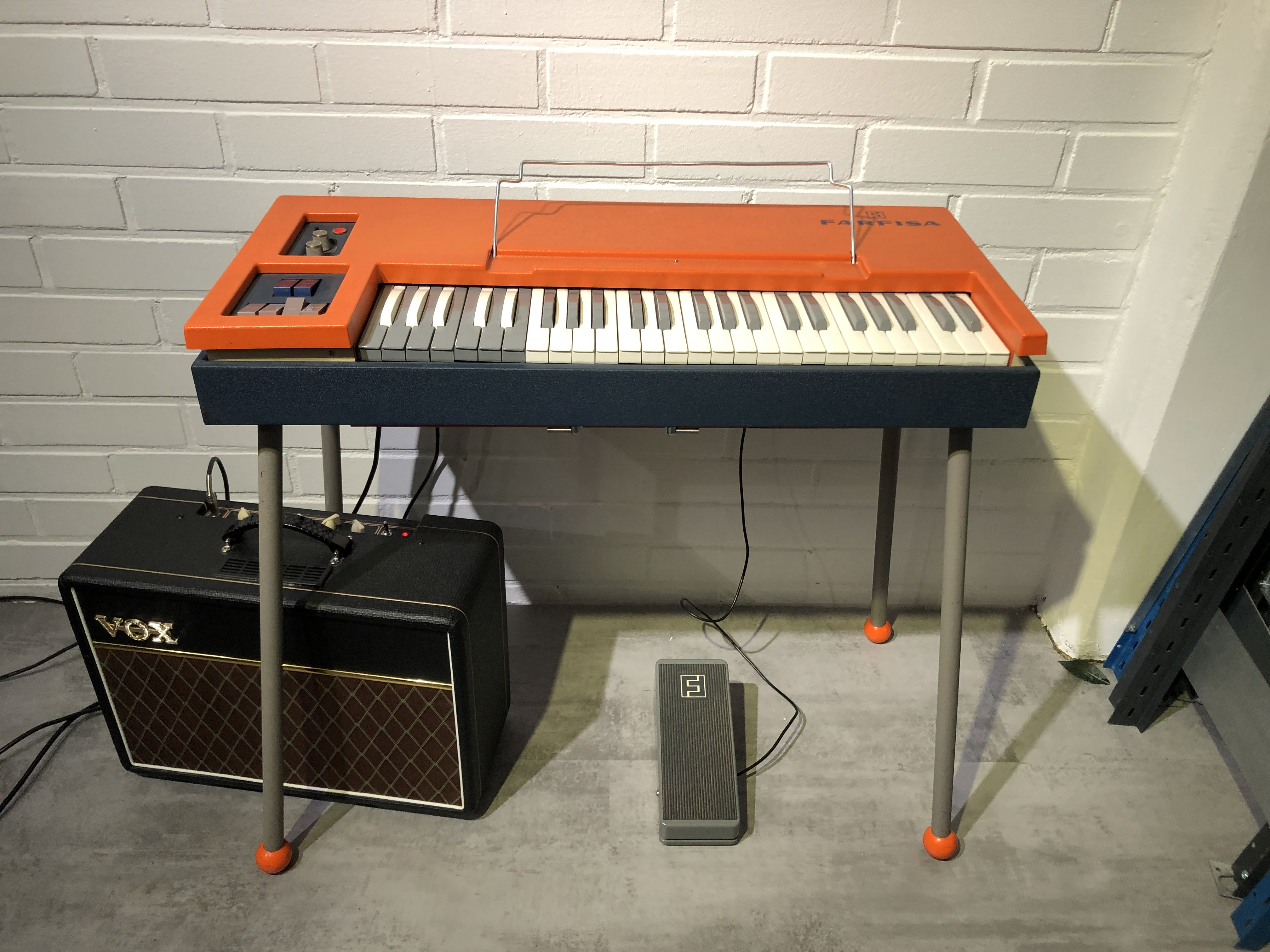
Farfisa Fast 2 conectado a un amplificador Vox AC-10

Los modelos de la serie FAST (Farfisa All Silicon Transistor) se introdujeron por primera vez en 1967, para complementar la existente serie Combo. Como su nombre lo indica, estos utilizan transistores de silicio que producían tonos más estables que los transistores de germanio usados en la serie Compact. Los órganos están contenidos en un gabinete de metal cubierto con una placa de piel y bordes de plástico, patas plegables cromadas, asas de transporte retráctiles y un atril de música desmontable.
El Fast 2 tiene un teclado de cuatro octavas (de C a C) con una octava de bajos manuales a la izquierda. Hay cuatro paradas de voz (flauta, clarinete, lengüeta y cuerdas), todas a 8', un vibrato de dos velocidades y un pedal de swell opcional. El Fast 3 presenta más sonidos, incluyendo bajo y clarinete a 16', oboe y trompeta a 8', y flauta a 8' y 4'. El Fast 4 tiene un teclado más grande de cinco octavas, con una opción adicional de vibrato ligero / fuerte, dos paradas de mezcla y cinco controles de percusión. El Fast 5 añade tres paradas de sustain.

### Serie VIP (1970)
Los órganos VIP tienen características más avanzadas que los modelos anteriores, incluyendo teclados más grandes y más controles de tono. La serie incluye modelos como el VIP-200, VIP-205R, VIP-233 y VIP-345. Algunos modelos tienen dos teclados, mientras que otros tienen uno solo, pero todos tienen un pedal de pitch bend y una gama más amplia de opciones de tono.

### Modelos posteriores

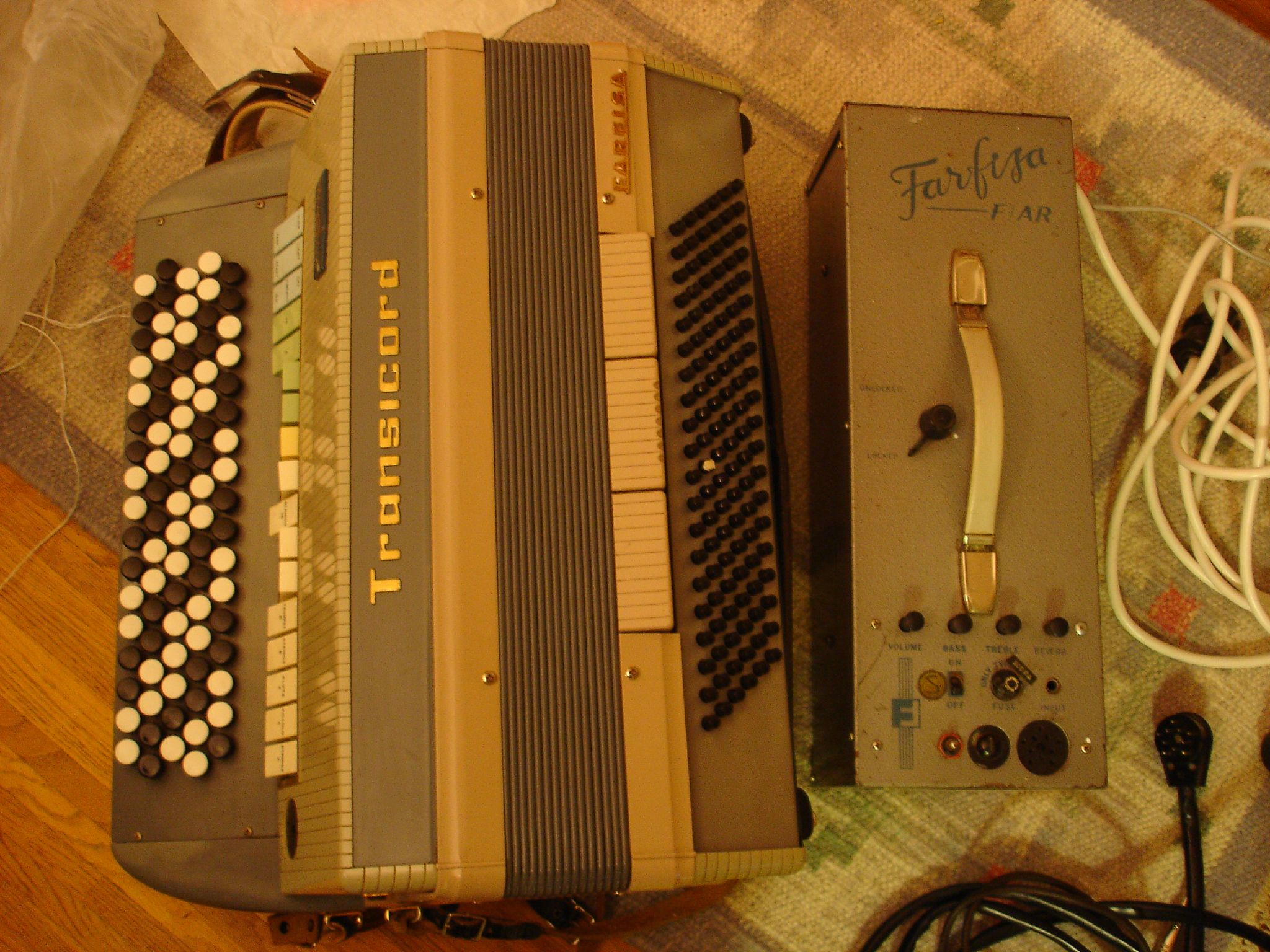
Farfisa Transicord

El Transicord era un acordeón eléctrico de transistores, y esencialmente es el circuito de un órgano de la serie Compact en una caja con forma de acordeón. No tiene lengüetas; el instrumento es puramente electrónico. Fue diseñado para ser usado junto con los amplificadores de Farfisa, y tiene un cable multipin que conecta los controles del acordeón con los controles del amplificador, o con la unidad de preamplificador de reverb F/AR.
El Farfisa Matador se introdujo en 1972. A diferencia de los instrumentos anteriores, usa barras deslizantes para seleccionar una cantidad variable de sonido, como un Hammond. Las 17 teclas más bajas cubren la sección de bajos manuales. El Matador-M era una versión compacta que utilizaba pestañas.
En 1975, Farfisa introdujo el sintetizador Stereo Syntorchestra, que combinaba una orquesta de cuerdas polifónicas con un sintetizador analógico monofónico. Cuenta con un teclado de tres octavas y salidas separadas para las secciones monofónicas y polifónicas. El Soundmaker fue el siguiente instrumento no órgano de Farfisa, con un desarrollo adicional del enfoque del sintetizador, incorporando un sonido de cuerdas mejorado y sonidos de sintetizador monofónicos más modificables. Se vendió principalmente en Europa continental. Esto fue seguido por el Polychrome, construido a finales de la década de 1970. Fue el instrumento no órgano más grande y con más características de Farfisa, un sintetizador analógico que incluía secciones vocales, de bronces, cuerdas y percusión, incluyendo un chorus incorporado, fase, modulación y expresión.
Entre los últimos órganos combo fabricados por Farfisa se encontraban el Bravo y el Commander, lanzados en 1980. El Commander retomaba parte del diseño del VIP 205 en forma actualizada, mientras que el sonido ligero y simple del Bravo fue un movimiento para competir con los emergentes teclados portátiles y sintetizadores.

## Influencia cultural y legado

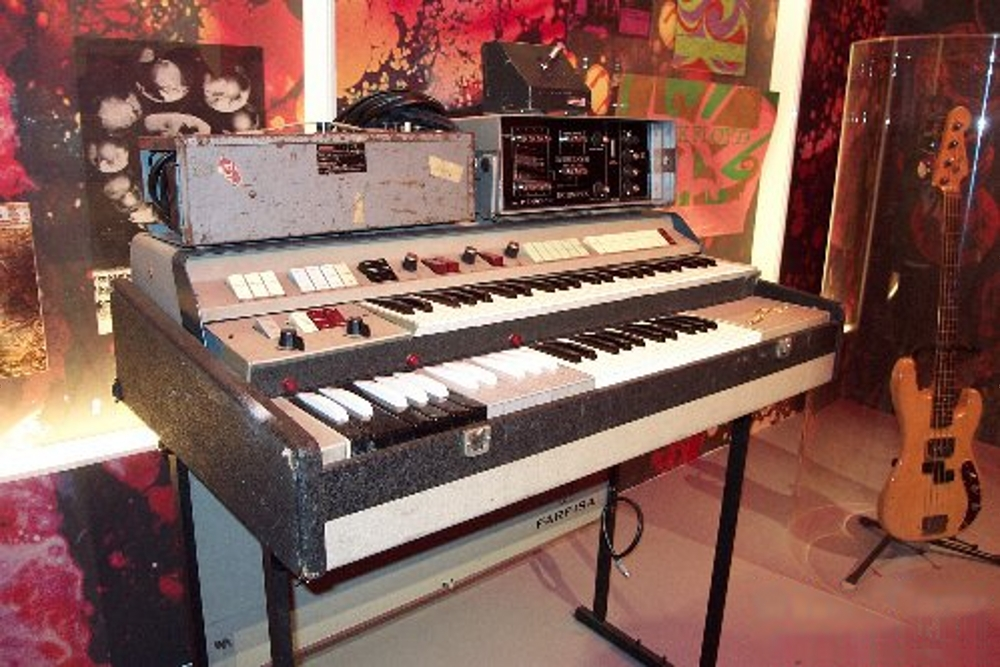
Farfisa Compact Duo de Richard Wright, usado con Pink Floyd

Los órganos Farfisa fueron adoptados por una amplia gama de músicos y grupos durante las décadas de 1960 y 1970. Su sonido distintivo y su precio asequible los hicieron populares entre los músicos de rock, pop y psicodelia. Algunos de los músicos y grupos más conocidos que utilizaron órganos Farfisa incluyen Pink Floyd, Sly Stone, Blondie, The B-52s, Sam the Sham y Elton John.
A pesar de que la popularidad de los órganos Farfisa disminuyó con el tiempo, su influencia perdura en la música contemporánea. Los órganos Farfisa son apreciados por los coleccionistas y músicos que buscan recrear el sonido auténtico de las décadas pasadas. Además, la marca Farfisa continúa siendo reconocida por su contribución al desarrollo de instrumentos electrónicos y su impacto en la música moderna.